# Passeport kirghize
Le passeport kirghize est un document de voyage international délivré aux ressortissants kirghizes, et qui peut aussi servir de preuve de la citoyenneté kirghize. 